# Castell d'Énguera
El castell d'Enguera, és a prop del nucli urbà del municipi del mateix nom, a la comarca de La Canal de Navarrés, de la província de València i està declarat bé d'interès cultural amb número d'anotació ministerial RI - 51-0010676 i data de l'anotació 27 d'agost 2001.

## Història
El castell pot considerar-se d'origen musulmà, possiblement construïda entre els segles xi i xii, de fet, encara que el seu topònim sembla provenir de temps anteriors a la dominació musulmana, és en aquesta època quan es configura l'actual població i les nombroses llogarets i alqueries depenen. A més en aquest moment Énguera va aconseguir certa rellevància, concretament durant un curt període del segle xii en el qual va ser capital comarcal d'un  regne taifal que abastava fins a Dénia, donant-li gran importància en aquesta zona estratègica. Després de la Reconquesta les tropes castellanes al comandament de Pedro Núñez de Guzmán van prendre el castell, duent a terme una reforma per al seu aprofitament. La seva situació fronterera, va tenir sempre una gran importància estratègica, per la qual cosa es va mantenir en ús fins a la seva demolició en 1365, ordenada per Pere IV d'Aragó, per evitar que pogués ser utilitzat per les tropes castellanes durant les Guerres de la Unió. Més tard, un terratrèmol a 1748 va fer que el seu estat quedés en ruïnes, tal com ha arribat a l'actualitat.

## Descripció
S'aprecien diferents trams de muralles que delimiten un doble recinte. L'inferior, de planta poligonal irregular, conserva nombroses restes islàmics i forma un antemuro als peus del castell principal. La major part del recinte inferior s'adapta al terreny, i encara es poden veure unes torres de planta rectangular, que es troben bastant danyades, així com alguna defensa inferior prèvia, encara més danyada. El recinte principal és gairebé rectangular i se situa al cim de la muntanya, presentant restes de murs i torres angulars, que semblen de l'època cristiana, manufacturats en calç i cant, destacant al sud una torre avançada amb sageteres. En aquesta zona hi ha un bastió amb dues torres. Al centre, d'aquest recinte alt, es manté les restes d'un gran torrassa, construït amb carreus, que va poder ser la torre de l'Homenatge cristiana.